# Urle
Urle is een plaats in het Poolse district  Wołomiński, woiwodschap Mazovië. De plaats maakt deel uit van de gemeente Jadów en telt 380 inwoners.

## Verkeer en vervoer
- Station Urle